# 谷岡雅樹
谷岡 雅樹（たにおか まさき、1962年10月20日 - ）は、日本の映像評論家。ノンフィクション作家。

## 来歴
北海道虻田郡真狩村出身。北海道札幌南高等学校を卒業後、草創期のビデオレンタル会社社員等を経て1991年より文筆業。
Vシネマ評論を『映画芸術』『ユリイカ』『図書新聞』などに寄稿するほか、文化庁芸術選奨映画部門推薦委員も務める。 

## エピソード
高校野球と阪神タイガースのファン。

## 著作

### 単著
- 『Vシネマ魂　二千本のどしゃぶりをいつくしみ……』四谷ラウンド、1999
- 『三文ガン患者』太田出版、2001
- 『キング･オブ･Vシネマ　ゴールドカタログ100選』太田出版、2002
- 『北物語　“試される大地”への11通のラブレター』太田出版、2004　※北風史名義
- 『Vシネ血風録』河出書房新社、2005
- 『女子プロ野球青春譜1950 ～戦後を駆け抜けた乙女たち』講談社、2007
- 『アニキの時代　Vシネマに見るアニキ考（角川SSC新書）』角川マガジンズ、2008
- 『甦る！女子プロ野球　ヒールをスパイクに履きかえて』梧桐書院、2010
- 『竜二漂泊1983 この窓からぁ、なんにも見えねえなあ』三一書房、E-lock.planning編集、2013
- 『ビルメンテナンススタッフになるには (なるにはBOOKS) 』ぺりかん社、2017

### 共著
- 『哀川翔　鉄砲弾伝説 （谷岡雅樹のナイフの横顔シリーズ 第一弾）』太田出版、2001　※哀川翔共著 首藤幹夫撮影　
  - 『増補版・哀川翔鉄砲弾伝説（廣済堂文庫）』廣済堂出版、2009

- 『映画業界で働く　映画プロデューサー・配給・宣伝・興行・字幕翻訳家etc. （なるにはBOOKS）』ぺりかん社、2006　※木全公彦共著
- 『怪奇と幻想への回路　怪談からJホラーへ （日本映画史叢書）』「ホラー対ヤクザ Ｖシネアストの極私的考察」森話社、2008　※内山一樹編